# Ville de Cessnock
La ville de Cessnock (en anglais : City of Cessnock) est une zone d'administration locale située dans l'État de Nouvelle-Galles du Sud en Australie.

## Géographie
Cessnock s'étend sur 1 966 km2 dans la vallée de l'Hunter, une région du nord-est de la Nouvelle-Galles du Sud. Elle fait partie de la conurbation du Grand Newcastle.
Elle comprend Cessnock, son chef-lieu, ainsi que les villages d'Abermain, Bellbird, Branxton, Ellalong, Greta, Kearsley, Kitchener, Kurri Kurri, Millfield, Mulbring, Paxton, Pelaw Main, Weston et Wollombi.

## Histoire
La zone est créée en 1906 sous le nom de comté de Cessnock (Cessnock Shire).

## Démographie
La population s'élevait à 50 840 habitants en 2011 et à 55 560 habitants en 2016.

## Politique et administration
La ville est subdivisée en quatre wards. Le conseil municipal comprend le maire, élu directement, et douze autres membres élus, à raison de trois par ward, pour quatre ans. Les dernières élections se sont tenues le 4 décembre 2021.

### Composition du conseil
| Élections | Parti travailliste | Parti libéral | Indépendants |
| --------- | ------------------ | ------------- | ------------ |
| 2016      | 8                  | 3             | 2            |
| 2021      | 6                  | 3             | 4            |

### Liste des maires
| Période                                  | Période      | Identité     | Étiquette    | Qualité |
| ---------------------------------------- | ------------ | ------------ | ------------ | ------- |
| Les données manquantes sont à compléter. |              |              |              |         |
| 2008                                     | 2012         | Alison Davey |              |         |
| septembre 2012                           | janvier 2022 | Bob Pynsent  | Travailliste |         |
| 31 janvier 2022                          | en fonction  | Jay Suvaal   | Travailliste |         |